# Film de casse
 (mars 2020).
Si vous disposez d'ouvrages ou d'articles de référence ou si vous connaissez des sites web de qualité traitant du thème abordé ici, merci de compléter l'article en donnant les références utiles à sa vérifiabilité et en les liant à la section « Notes et références ».

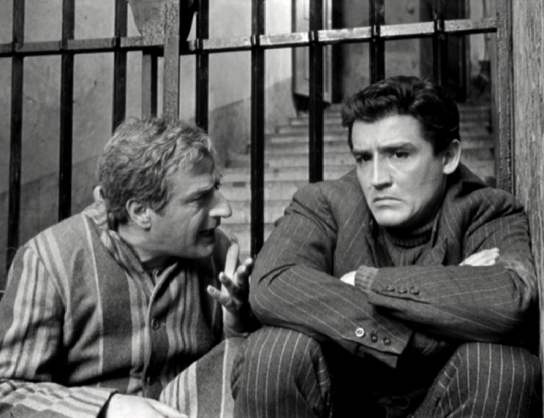
Le film Le Pigeon (1958) avec Memmo Carotenuto et Vittorio Gassman.

Un film de casse ou film de braquage est un genre cinématographique. Il s'agit d'un film à l'intrigue complexe tournant autour d'un groupe de personnes essayant de dérober quelque chose.
De manière générale il y a plusieurs facettes de l'intrigue, mais on se focalise sur l'attention que portent les personnages à élaborer un plan, une stratégie, afin de dérober — à l'insu des autorités — une grosse quantité de biens précieux. On retrouve souvent la présence d'un ennemi majeur, un représentant des forces de l'ordre, un ancien équipier du groupe en question, voire un membre actuel de ce groupe, qui devra voir ses plans contrariés.

## Genre ou sous-genre?
Dans le livre The Best Laid Plans: Interrogating the Heist Film, les auteurs décrivent le film de casse comme difficile à qualifier. Ils évoquent le fait que les critiques l'ont qualifié de genre, de sous-genre ou parfois même, dans le cas du professeur Rick Altman, de « genre raté ». Par commodité, les auteurs choisissent de le classer comme sous-genre du film criminel, plus communément adressé par la locution film policier en France.

## Scénario type
De manière conventionnelle, un film de cambriolage contient une intrigue en trois actes. Le premier acte consiste à la préparation des voleurs : recrutement des membres, analyse des biens à voler, des lieux du cambriolage, prise de connaissance du système d'alarme, qui peut être de haute technologie, et préparation des moyens de le déjouer, et mise en place de l'intrigue du dernier acte.
Le second acte concerne le vol à proprement parler. Sauf dans quelques rares exceptions, les gangsters parviennent à leurs fins, traversant un nombre d'événements plus ou moins imprévus.
Le troisième acte concerne le dénouement de l'intrigue. Les personnages impliqués dans le vol se retournent les uns contre les autres ou bien un seulement aura conclu des accords avec une partie externe pour conserver le butin.
Normalement, la plupart des personnages impliqués dans le vol finiront tués, arrêtés par les forces de l'ordre, ou ne pourront emporter le butin. Cependant, la tendance croissante est de rendre les voleurs victorieux, en particulier si la cible décrite est de faible moralité, comme les casinos, les organisations ou les individus corrompus, ou des criminels.

### Variations
Il est commun, comme exemple type datant des années 1950, de supprimer un voire deux actes dans l'histoire, le scénario s'appuyant sur l'imagination des spectateurs qui comblera les éléments manquants. Touchez pas au grisbi de Jacques Becker et Reservoir Dogs de Quentin Tarantino, par exemple, dans ces films l'action se situe bien après que le casse a eu lieu.
D'autres films dont l'action n'est pas linéaire : L'Ultime Razzia (The Killing) de Stanley Kubrick, Un hold-up extraordinaire (Gambit) de Ronald Neame, Reservoir Dogs de Quentin Tarantino.

### «Dernier gros coup»
Une des formes communes de casse est le « dernier gros coup ». On y trouve des criminels se rassemblant pour un ultime casse qui fera leur fortune et les éloignera de la vie de brigand à jamais. Habituellement, l'accumulation de risques associée à la promesse d'une vie idéale une fois le casse terminé assurent le suspense. Le film met en scène l'exécution du casse, ou, si le début du film se passe très mal, on verra alors l'histoire du ou des survivants. 
Parmi les films mettant en scène le « dernier gros coup », on trouve : Sexy Beast de Jonathan Glazer, Heat de Michael Mann, The Score de Frank Oz, Inception de Christopher Nolan, et la version de 2001 du film Ocean's Eleven de Steven Soderbergh.

### Films types de casse
Le film de casse est le genre le plus connu parmi les films étroitement liés à des casses ou cambriolages. Parmi les films où les efforts fourni en collaboration demandant une préparation élaborée et une issue dramatique, on trouve : le film d'assassinat, le film d'otage (traditionnellement filmé à travers le point de vue des victimes et des personnes portant secours), et un certain nombre de films d'espionnage ont également une intrigue de film de casse.
De plus, il est courant que les films d'aventures comportent des séquences inspirées du genre des films de casse comme Benjamin Gates et le Trésor des Templiers de Jon Turteltaub.

## Historique du genre
Les premiers exemples de films qui décrivent un casse de manière minutieuse sont les adaptations de la pièce de théâtre Alias Jimmy Valentine, les deux premières réalisées à l'époque du muet entre 1915 et 1920 et la troisième en 1928. Tout au long des années 1930, le vol et les escroqueries étaient présents dans des films tels que Raffles (1930) de Outside the Law (1920), et Ninotchka (1939). La période classique de « film noir » des années 1940 et 50 a amené le succès du genre, en se focalisant plus clairement sur les casses en eux-mêmes, avec des films comme Quand la ville dort (Asphalt Jungle, 1950) de John Huston, Du rififi chez les hommes (1955) de Jules Dassin, Bob le flambeur (1956) de Jean-Pierre Melville, ou L'Ultime Razzia (The Killing, 1955) de Stanley Kubrick. 
Depuis cette époque, les films de casse ont été tournés de différentes manières, allant de la légèreté des années 1960, avec par exemple le classique Un monde fou, fou, fou, fou (It's a Mad, Mad, Mad, Mad World) de Stanley Kramer, jusqu'aux films plus sombres, aux intrigues plus complexes comme celles utilisant des moyens innovants, comme Reservoir Dogs de Quentin Tarantino ou Inception de Christopher Nolan. Même pour le cinéma d'Hollywood contemporain, le genre reste présent, comme en témoignent des films comme :
- Ocean's Eleven (2001), remake de L'Inconnu de Las Vegas de Lewis Milestone sorti en 1960,
- ou encore Braquage à l'italienne (The Italian Job, 2003) de F. Gary Gray, remake de L'or se barre (The Italian Job, 1969) de Peter Collinson.

D'autres exemples de variantes du genre incluent le film comique comme Topkapi (1964) de Jules Dassin, le western (La Caravane de feu, The War Wagon, 1967, de Burt Kennedy), le film de guerre (De l'or pour les braves, Kelly's Heroes, 1970, de Brian G. Hutton) et de nombreux films et séries télévisées d'espionnage comme notamment Mission impossible (Mission: Impossible, 1966) ou bien Opération vol (It Takes a Thief, 1968). Ronin (1998).
Certaines séries ont une intrigue reposant sur un casse ou braquage, comme La casa de papel.